# ناحیه بوزریعه
ناحیه بوزریعه (به عربی: دائرة بوزریعة) یک ناحیه در الجزایر است که در استان الجزیره واقع شده‌است. ناحیه بوزریعه ۱۵۸٬۶۲۹ نفر جمعیت دارد.